# Sandro Schärer

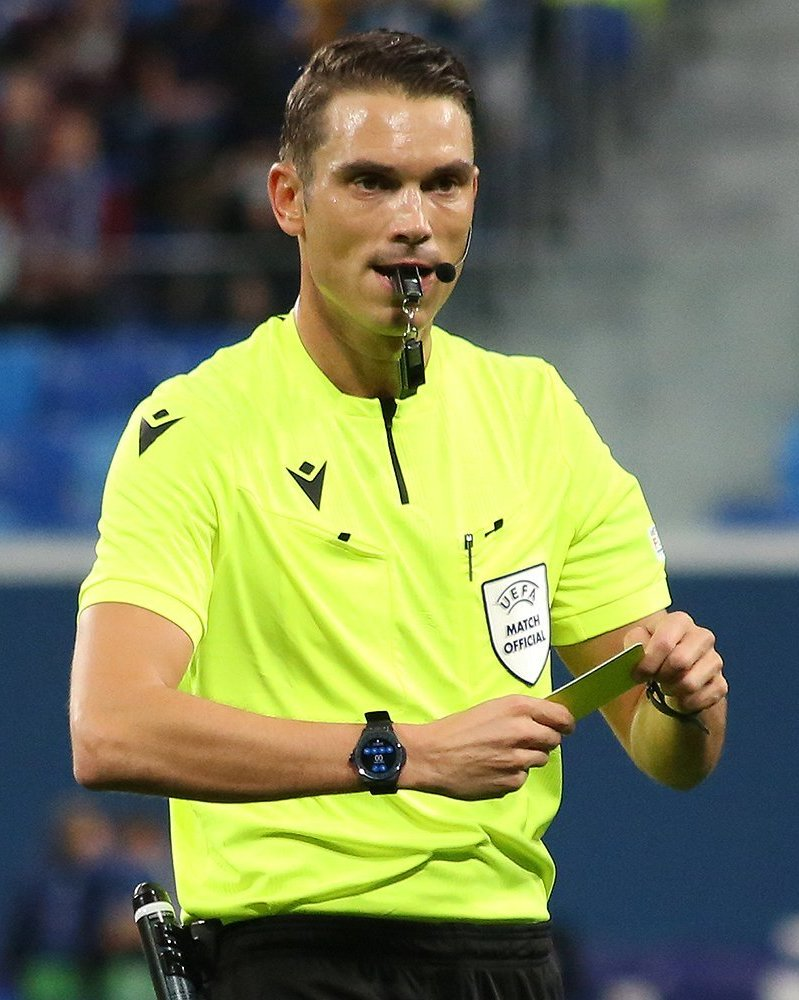
Sandro Schärer, 2021

Sandro Schärer (* 6. Juni 1988 in Buttikon, Schweiz) ist ein Schweizer Fussballschiedsrichter. Er steht seit 2015 auf der FIFA-Liste.

## Ausbildung und Leben
Nach absolvierter Maturitätsprüfung studierte Schärer Sport und Geographie an der Universität Basel und arbeitete zunächst als Aushilfslehrer an verschiedenen Gymnasien sowie als Skilehrer.
Seit 2016 leitet er neben seiner Schiedsrichtertätigkeit die Referee Academy, das Talentförderprogramm des SFV für Schiedsrichter.

## Karriere als Schiedsrichter
Nach seiner Ausbildung zum Schiedsrichter 2005 leitete Schärer bereits 2011 im Alter von 23 Jahren Spiele in der Challenge League, der zweithöchsten Schweizer Spielklasse.
Im Jahr 2013 gab er sein Debüt in der Super League beim Spiel FC Lausanne-Sport gegen FC Thun.
Einen Höhepunkt seiner nationalen Schiedsrichterlaufbahn stellte die Nominierung für das Schweizer Cup-Finale 2019/20 zwischen dem FC Basel und den Young Boys Bern dar.
Seit 2015 ist Schärer FIFA-Schiedsrichter. Sein internationales Debüt gab er bei einem Qualifikationsturnier zur U-17-Fußball-Europameisterschaft 2015. Im gleichen Jahr verzeichnete er seinen ersten internationalen Einsatz im Herrenbereich, als er in der ersten Qualifikationsrunde der Europa League mit der Spielleitung zwischen IF Elfsborg und FC Lahti betraut wurde.
Sein erstes A-Länderspiel leitete er im Mai 2017 beim Freundschaftsspiel zwischen Italien und San Marino. Seitdem wird er regelmäßig mit Spielleitungen in der Gruppenphase der Europa League und den Qualifikationsrunden der Champions League betraut. Im Oktober 2020 gab er schließlich sein Debüt in der Gruppenphase der Champions League bei der Partie zwischen dem FC Barcelona und Ferencváros Budapest. Er ist damit der erste Schweizer seit Massimo Busacca 2011, der in dieser Phase des Wettbewerbs eingesetzt wurde.
Einen weiteren Meilenstein seiner internationalen Laufbahn stellte seine Nominierung als einer von zwölf Schiedsrichtern für die Gruppenphase der U-21-Fußball-Europameisterschaft 2021 dar. Beim Turnier in Ungarn und Slowenien leitete er drei Spiele, darunter das Halbfinale der deutschen U-21 gegen die Niederlande. Für die im selben Jahr stattfindende Fußball-Europameisterschaft 2021 wurde er gemeinsam mit seinem Assistenten Stéphane De Almeida als eines von 6 Unterstützungsgespannen (Support Match Officials) nominiert und kam in dieser Funktion insgesamt fünfmal als 4. Offizieller zum Einsatz.
Zur zweiten Hälfte der Saison 2021/22 stieg Schärer in die Kategorie der UEFA-Elite-Schiedsrichter auf. Im Mai 2023 zwang ihn eine Wadenverletzung zum Verzicht auf die U-20-Weltmeisterschaft, für die er durch die FIFA nominiert gewesen wäre. Aufgrund dieser Verletzung und ihrer Nachwirkungen verpasste Schärer lange Phasen der Saison 2023/24; ihm gelang jedoch rechtzeitig das Comeback, um von der UEFA erneut für eine Fußballeuropameisterschaft berücksichtigt zu werden, diesmal als Hauptschiedsrichter. Zum Turnier nach Deutschland begleiteten ihn Stéphane De Almeida und Bekim Zogaj als Assistenten. Er ist damit der erste Schweizer seit 14 Jahren, der ein Spiel bei einem großen Turnier leitete (zuletzt Massimo Busacca bei der WM 2010). Nach zwei Einsätzen in der Gruppenphase war das Turnier für Schärer und sein Team beendet. Zu einem Kuriosum kam es anlässlich der Ansetzung Schärers für die Begegnung zwischen Portugal und Georgien. Da Schärers Assistent De Almeida portugiesische Wurzeln hat, wurde jener für dieses Spiel durch den Deutschen Stefan Lupp aus Felix Zwayers Team ersetzt.
Zu Beginn der Spielzeit 2024/25 wurde Schärer für die Leitung des Spiels um den UEFA Super Cup 2024 nominiert. Die Begegnung zwischen Real Madrid und Atalanta Bergamo im Nationalstadion in Warschau (Endstand 2:0) war sein erstes Finale auf internationaler Ebene. Das nächste folgte am 8. Juni 2025. In München leitete Schärer das Finale der UEFA Nations League 2024/25, in dem sich Portugal gegen Spanien mit 7:5 n. E. durchsetzen konnte.
Im Rahmen verschiedener Austauschprogramme des SFV kam er ebenfalls bereits in der österreichischen Bundesliga, der französischen Ligue 1, der katarischen Stars League sowie dem griechischen Pokalwettbewerb zum Einsatz.

## Einsätze bei der Fußball-Europameisterschaft 2024
| Phase        | Datum         | Spielort      | Heimmannschaft | Gastmannschaft | Ergebnis  |
| ------------ | ------------- | ------------- | -------------- | -------------- | --------- |
| Gruppenphase | 16. Juni 2024 | Stuttgart     | Slowenien      | Dänemark       | 1:1 (0:1) |
| Gruppenphase | 26. Juni 2024 | Gelsenkirchen | Georgien       | Portugal       | 2:0 (1:0) |

## Turniere und Erfolge
- UEFA Super Cup 2024
- Finale UEFA Nations League 2024/25
- Finale Schweizer Cup 2020
- Endrunde U-21-Fußball-Europameisterschaft 2021
- Endrunde Fußball-Europameisterschaft 2024